# The Marriage of Heaven and Hell

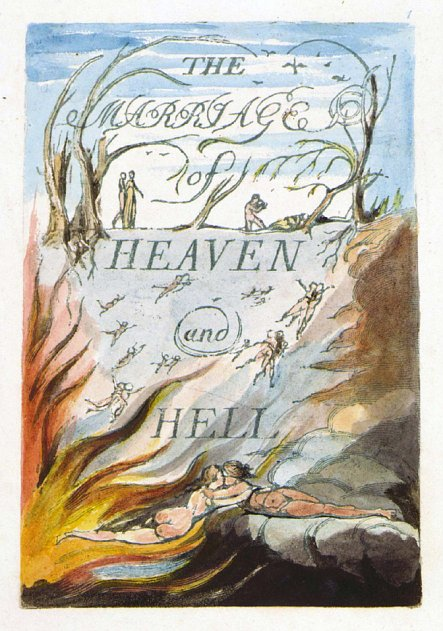

The Marriage of Heaven and Hell is een literair werk geschreven door de Engelse dichter en graveur William Blake. Het werd gecomponeerd tussen 1790 en 1793, tijdens de politieke onrust van de Franse Revolutie. Het boek is een serie teksten die bijbelse profetie imiteren, maar Blake's persoonlijke romantische en revolutionaire overtuigingen uitdrukken. Het werd gepubliceerd als gedrukte vellen van geëtste platen met proza, poëzie en illustraties, waarbij Blake en zijn vrouw Catherine de vellen met de hand inkleurden. In tegenstelling tot de traditionele visie van de hel als straf, presenteert Blake het als een bron van ongeremde energie. Het werk bevat de beroemde Proverbs of Hell, provocatieve en paradoxale uitspraken ontworpen om gedachten te stimuleren. Sinds de publicatie heeft het invloed gehad op verschillende kunstenaars en schrijvers, waaronder Aldous Huxley, C.S. Lewis en Benjamin Britten. 